# Pachygnatha okuensis
Pachygnatha okuensis là một loài nhện trong họ Tetragnathidae.
Loài này thuộc chi Pachygnatha. Pachygnatha okuensis được miêu tả năm 1994 bởi Bosmans & Bosselaers.